# Vriesea tiquirensis
Vriesea tiquirensis là một loài thực vật có hoa trong họ Bromeliaceae. Loài này được J.F.Morales miêu tả khoa học đầu tiên năm 1999.